# Округ Делта (Тексас)
Округ Делта (енгл. Delta County) је округ у америчкој савезној држави Тексас. По попису из 2010. године број становника је 5.231.

## Демографија
Према попису становништва из 2010. у округу је живело 5.231 становника, што је 96 (1,8%) становника мање него 2000. године.
| Група             | 2000.         | 2010.         |
| Белци             | 4.616 (86,7%) | 4.351 (83,2%) |
| Афроамериканци    | 441 (8,3%)    | 380 (7,3%)    |
| Азијати           | 6 (0,1%)      | 30 (0,6%)     |
| Хиспаноамериканци | 165 (3,1%)    | 288 (5,5%)    |
| Укупно            | 5.327         | 5.231         |